# Incidente ferroviario di Piombino
L'incidente ferroviario di Piombino fu uno scontro tra un'automotrice e un treno viaggiatori accelerato avvenuto sulla Ferrovia Campiglia Marittima-Piombino, tra le stazioni di Populonia e Porto Vecchio di Piombino, il 18 febbraio 1934
.

## Dinamica dei fatti
Alle ore 21:30 circa del 17 febbraio 1934 il treno accelerato AT 974-bis proveniente da Piombino, composto di 4 carrozze e locomotiva a vapore e l'automotrice AT 959 proveniente da Livorno si scontrarono in linea sul binario unico tra le stazioni di Portovecchio e Populonia. 
Il treno 974-bis era stato messo in circolazione in sussidio all'automotrice AT 974, prevista nell'orario corrente, per poter gestire l'afflusso straordinario di gente per le feste carnevalesche a Piombino. Quel giorno erano stati effettuati 46 treni complessivamente, in luogo delle 12 coppie previste in orario per smaltire l'afflusso di partecipanti al carnevale. 
L'automotrice AT 959 si avviò dalla stazione di Populonia subito dopo l'arrivo della automotrice AT 974 incrociante dimenticando di dover attendere l'arrivo del treno bis. Percorsi circa 5 km, in una curva, si scontrò con il treno bis; in seguito all'urto con la locomotiva a vapore l'automotrice ebbe la peggio, si incendiò e venne trascinata per decine di metri dal convoglio che infine deragliò.
Non ci si rese conto immediatamente della gravità dell'incidente; l'automotrice continuò a bruciare mentre i vari feriti uscivano dai rottami. Solo quando l'allarme poté essere trasmesso a Piombino, partirono ambulanze e autovetture private per i soccorsi e trasportarono i feriti all'ospedale di Piombino. Alla luce del mattino l'incidente si rivelò nella sua portata e si contarono sedici persone che avevano perso la vita nell'urto e nell'incendio successivo. La linea rimase interrotta fino al nulla osta dell'autorità giudiziaria; dopo alcune squadre di operai delle ferrovie rimossero i resti dei convogli e alle ore 11:52 del giorno 18 febbraio partì il primo treno da Piombino per Campiglia. Nel mattino del giorno 18 si recò sul posto Galeazzo Ciano in rappresentanza del governo per prendere informazioni sul fatto e sui provvedimenti presi.

## I treni coinvolti
- Treno accelerato AT 974 "Bis" (straordinario), delle 21:13 da Piombino, composto di una locomotiva a vapore, 4 carrozze di 3 classe[2][1].

- Treno accelerato AT 959 proveniente da Livorno e diretto a Piombino, in partenza da Campiglia alle ore 21:17 composto da un'automotrice con posti di 3 classe[2].

## Le vittime
Le vittime dell'incidente furono complessivamente 16 e tutte sull'automotrice; morì sul colpo il macchinista, e poco tempo dopo a causa delle ustioni anche il capotreno.
I feriti furono in totale undici, tutti sul treno viaggiatori 974-bis. Parecchi si ferirono lanciandosi fuori dai finestrini del treno subito dopo l'urto e furono ricoverati all'Ospedale di Piombino, 4 con prognosi riservata, 3 con prognosi di 20 giorni e 2 di 10 giorni.

## L'inchiesta
L'incidente visto nella sua gravità già alle prime ore del mattino fece accorrere sul posto le autorità e la Milizia ferroviaria e venne informato il ministero. L'inchiesta giudiziaria appurò che l'incidente era avvenuto a causa dell'errore commesso dal personale dell'automotrice AT 959, macchinista e capotreno, che non aveva tenuto conto dell'avviso programmato della circolazione dei treni straordinari a seguito (bis). Avvenuto l'incrocio previsto d'orario tra i treni AT 974 e AT 959 quest'ultimo era partito senza attendere l'arrivo del secondo incrociante a seguito e senza la partenza regolamentare del capostazione. Il personale della stazione accortosi della partenza indebita aveva tentato di far fermare il treno inseguendolo con grida e con azionamento ripetuto del segnale di protezione lato opposto allo scopo di attirare l'attenzione del macchinista senza riuscirci.